# アデノシンデアミナーゼ

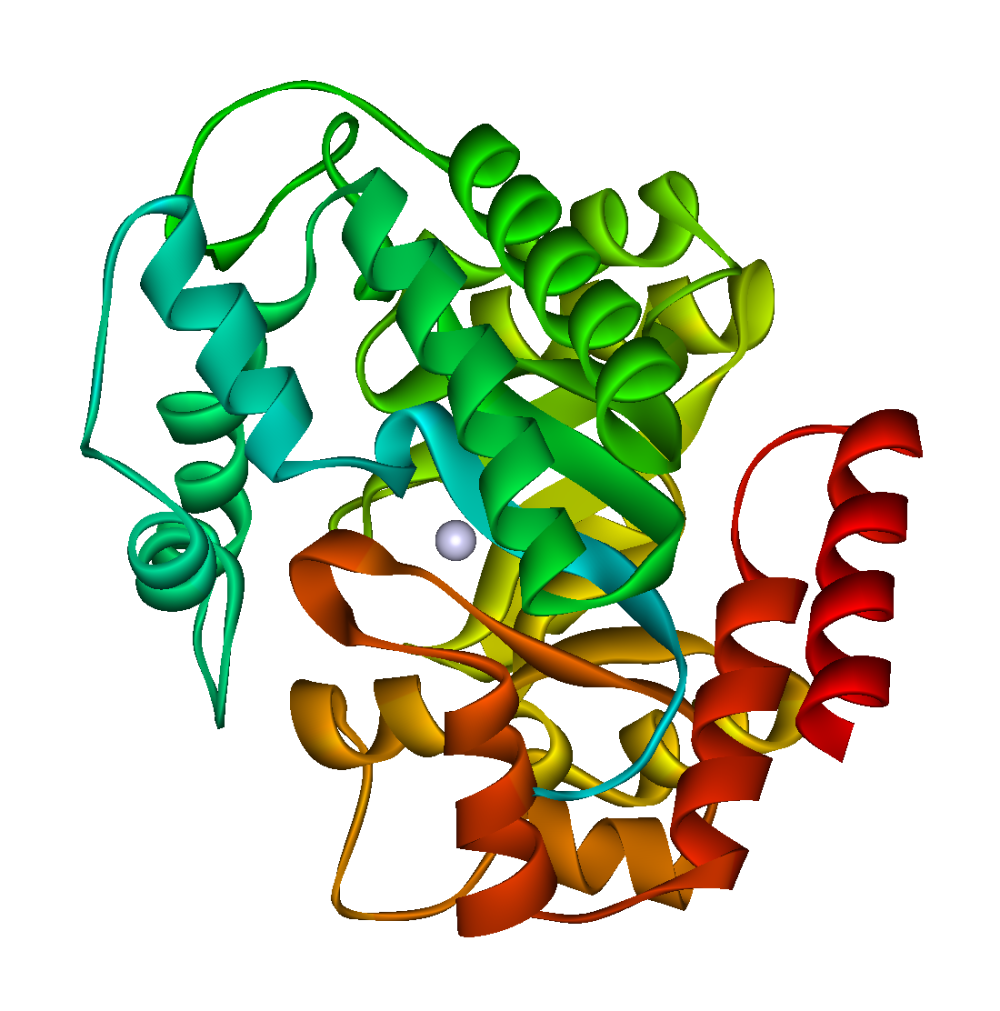
リボンモデル

アデノシンデアミナーゼ(ADA:adenosine deaminase; EC 3.5.4.4)は、細胞内で核酸の代謝に関わる酵素である。これが先天的に欠損していると重篤な免疫不全の原因になる。また、結核の診断において胸水・髄液中ADA活性の上昇が特徴的として知られており、臨床的に利用されている。
働きは、核酸塩基の一種アデノシンを分解しイノシンとアンモニアを生成することである。同様にアデノシンを代謝するものとしてアデノシンキナーゼが存在するが、ADAはアデノシン濃度が高いときに特に働いている。
血液腫瘍（白血病など）、肝炎などで高値を示すほか、胸水が結核性の場合は細菌性・心原性のときに比べて胸水中ADA濃度が上昇する。髄膜炎でも同じく、結核性髄膜炎では髄液中ADA濃度が高値を示す。

## ADA欠損症(重症複合免疫不全症)
ADAはリンパ球増殖の際に特に需要が高く活性が上がるが、生まれつきADAを合成できない場合はリンパ球が減少するなどして免疫不全を来す。無治療の場合は多くが乳児期に死亡するという重篤な疾患である。
治療としては、ADA酵素を外部から補充する治療が一般的である。
しかしこれは、ADAを合成する遺伝子の欠損であるため究極的な治療法は遺伝子治療であり、最も早くから遺伝子治療の研究対象となってきた。
手法としてはウイルスをベクター（運び屋）として患者のリンパ球にADA合成遺伝子を組み込み、体内に戻すというものである。